# Ікеджа
Ікеджа (Ikeja) — район місцевого управління у штаті Лагос, Нігерія. Ікеджа — столиця штату Лагос і одночасно частина міської території м. Лагос. До приходу до влади військового режиму на початку 1980-х рр. Ікеджа було добре спланованим, чистим і тихим містом з житловими і торговельними будівлями, такими як торгові центри, аптеки тощо. В Ікеджі знаходиться Міжнародний аеропорт імені Муртали Мухаммеда.

## Назва

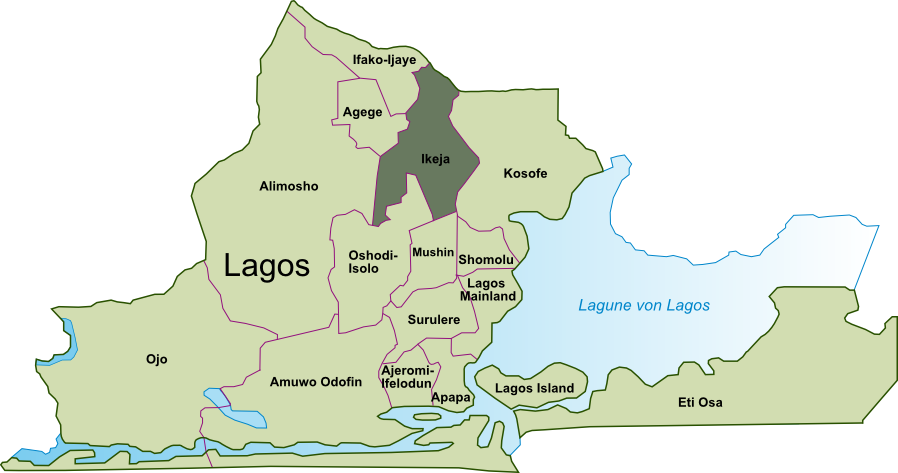
Ікеджа на мапі міської агломерації Великого Лагоса

ІКЕДЖА — абревіатура, що означає «Об'єднане управління Ікороду (?) та Епе» (Ikorodu and Epe Joint Administration). Її придумали колоніальні керівники для простоти управління. Є також версія, що вона походить від слова з Беніну (?) Ікедія (Ikehdia), що означає «оглядова станція (військова)».